# 圣瑞埃里
圣瑞埃里（法語：Saint-Juéry，法語發音：[sɛ̃ ʒɥeʁi]）是法国奧克西塔尼大區塔恩省的一个市镇，属于阿尔比区。

## 地理
圣瑞埃里（43°56'55"N, 2°12'34"E）面积9.21 平方千米，位于法国奧克西塔尼大區塔恩省，该省份为法国南部内陆省份，北起顺时针与阿韦龙省、埃罗省、奥德省、上加龙省和塔恩-加龙省接壤。
与圣瑞埃里接壤的市镇（或旧市镇、城区）包括：阿尔泰斯、阿尔比、康邦、屈纳克、莱斯屈尔-达尔比茹瓦、圣格雷瓜尔、贝勒加德-马尔萨勒。

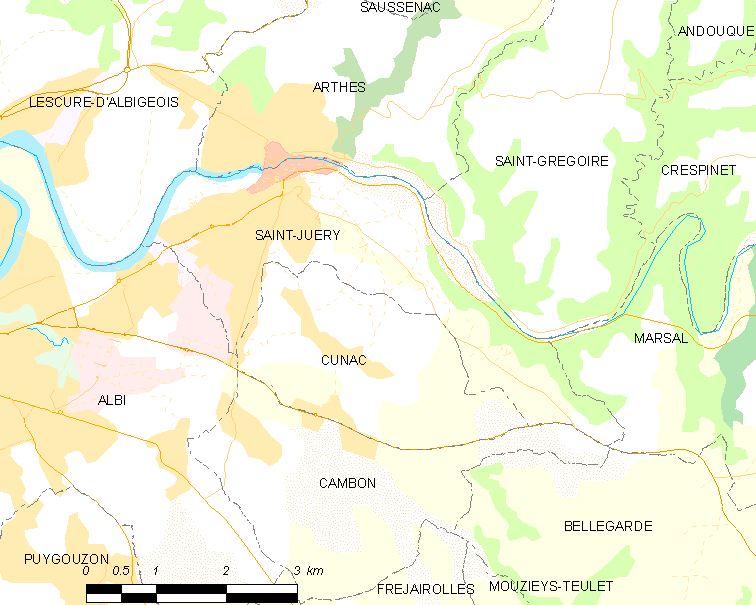
圣瑞埃里的OSM定位图

圣瑞埃里的时区为UTC+01:00、UTC+02:00（夏令时）。

## 行政
圣瑞埃里的邮政编码为81160，INSEE市镇编码为81257。

## 政治
圣瑞埃里所属的省级选区为圣瑞埃里县。

## 人口

1962-2008年间圣瑞埃里人口变化图示

圣瑞埃里于2022年1月1日时的人口数量为6575人。